# Прометей (мужской баскетбольный клуб)
«Прометей» — бывший украинский баскетбольный клуб из пгт Слобожанское Днепропетровской области. Выступал в Еврокубке и Латвийско-эстонской баскетбольной лиге.

## История
Точкой отсчёта возрождения профессионального баскетбола в Каменском следует считать сентябрь 2018 года, с момента образования спортивного клуба «Прометей». У истоков его создания стояли неравнодушные к спорту меценаты и бизнес-партнеры Владимир Дубинский (нынешний президент СК «Прометей») и Павел Чухно (вице-президент спортклуба), который в прошлом был профессиональным баскетболистом и выступал в клубах украинской Суперлиги.
Приоритетными направлениями в развитии спортклуба были выбраны два: баскетбол и волейбол. Идея развития нового спортклуба получила поддержку со стороны мэра Каменского Андрея Белоусова и Федерации баскетбола Украины.

### Сезон 2018/2019
Президент Федерации Михаил Бродский направил руководство «Прометея» на старт команды уже в сезоне 2018/2019 в Высшей лиге чемпионата Украины. В кратчайшие сроки была проведена масштабная работа по подбору персонала, менеджмента клуба, формирование тренерского штаба и состава команды. В качестве главного тренера команду возглавил Дмитрий Марков, за плечами которого был опыт работы в клубных командах «Днепра», юношеских и молодёжных сборных Украины разных возрастов. Помощником Маркова стал бывший баскетболист Леонид Яйло, который уже имел опыт работы в тренерских штабах МБК «Николаев» и «Будивельника». Спортивное направление клуба было усилено одним из ведущих украинских специалистов Кириллом Большаковым, который работал с различными мужскими и женскими командами Украины, а до переезда в Каменское успешно работал в Италии. Кирилл Большаков занял пост спортивного директора «Прометея».
В сжатые сроки тренерскому штабу удалось сформировать боеспособный игровой состав, в который вошли в том числе и американские легионеры Суприм Ханнах и Мартез Уолкер. На свою первую тренировку «Прометей» собрался 17 сентября 2018 года, фактически за 3 недели до старта чемпионата в Высшей лиге. В итоге в премьерном сезоне цвета нового клуба защищали такие баскетболисты: защитники Суприм Ханнах, Ярослав Кадыгроб, Сергей Алферов, Сергей Старцев, Мартез Уолкер, Андрей Гуцалюк, Андрей Кобец, Алексей Чигринов, форварды Александр Месяц, Макс Конате, Андрей Кулиш, Игорь Кривцов, Виталий Мальчевский, Юрий Лохманчук, центровой Сергей Загреба.
«Прометей» был включен в восточную группу, а его соперниками стали 8 коллективов: «Кривой Рог», «Нико-Баскет» (Николаев), «Мариуполь», «Харьковские Соколы», «Золотой Век» (Кропивницкий), СумГУ (Сумы), «Кремень» (Кременчуг), «Днепр-2-ДВУФК» (Днепр).
Свой исторический первый официальный матч «Прометей» провёл 6 октября 2018 года в Кропивницком с «Золотым Веком». «Прометей» добился победы 86:80 (Кулиш — 26 очков, Кривцов — 19, Суприм Ханнах — 15, Кадыгроб — 9, Гуцалюк — 8, Луна — 4, Загреба — 4, Кобец — 1). Соревнования проводились по системе спаренных туров, правда первые 3 из них, пока в Каменском шла подготовка зала спортивных игр к чемпионату, «Прометей» провёл на выезде. В четвертой по счету игре «Прометей» уступил в Мариуполе 74:85, однако затем выдал серию из 28 побед подряд на первом этапе. Часть из этих побед, уже в новом 2019 году, была одержана во Дворце спорта СК «Прометей», который был реконструирован при поддержке областной администрации и мэрии.
Победным маршем прошёл «Прометей» и на втором этапе чемпионата Высшей лиги, а затем и в плей-офф. На втором этапе была образована восьмёрка с квартетов лучших команд западной и восточной зон. «Прометей» встречался только с теми командами, с которыми не проводили игр на первом этапе («Тернополь-ТНЭУ», «Ровно-ОШВСМ», «Старый Луцк-Университет», «Химик-2» Южный). В 16 матчах каменчане потерпели лишь 1 гостевое поражение от «Тернополя-ТНЭУ».
В полуфинальной серии плей-офф «Прометей» не оставил шансов «Химиком-2» (85:58, 88:77), а в финале - «Ровно-ОШВСМ» (88:55, 85:70, 89:55) и по праву стал сильнейшей командой Высшей лиги.
Удачным оказался дебют для «Прометей» и в Кубке Украины. Сначала каменчане в двухраундовом противостоянии оказались сильнее "Черкасских Мавп-2» и «Говерлы» из Ивано-Франковска. В 1/8 финала подопечные Дмитрия Маркова встретились с представителем Суперлиги БК «Одесса». Оба матча прошли в борьбе: на своей площадке «Прометей» уступил 80:85, а в Одессе ещё за минуту до финальной сирены выигрывал с необходимой разницей очков, но пропустил 2 броска издали и итоговой победы 85:83 оказалось недостаточно, чтобы пробиться в четвертьфинал.
Кубковые матчи и весь сезон в целом, в котором сильной и стабильной игрой выделялись Суприм Ханнах, Мартез Уолкер, Сергей Алферов, Макс Конате, Игорь Кривцов, показали, что «Прометей» готов к выступлениям на высшем уровне, в Суперлиге.

### Сезон 2019/2020
14 мая 2019 года в Киеве Федерация баскетбола Украины провела совещание с президентами и руководителями 9 украинских клубов, в том числе и СК «Прометей». Выступивший на ней президент Федерации Михаил Бродский, сделав заявление, что Суперлига может быть расширена как раз за счёт «Прометея».
С принятием решения о вступлении «Прометея» в Суперлигу в жизни клуба начался новый этап. В летнее межсезонье руководством была проведена активная трансферная кампания. В первую очередь кадровые изменения коснулись тренерского штаба клуба. На пост главного тренера был приглашен латвийский специалист Карлис Муйжниекс. Дмитрий Марков остался работать в тренерском штабе команды в качестве помощника Муйжниекса. Перешёл на тренерскую работу Сергей Алфёров, завершив карьеру игрока.
По сравнению с сезоном 2018/2019 в игровой обойме свои позиции сохранили лишь Макс Конате, Александр Месяц, Игорь Кривцов и Виталий Мальчевский. «Прометей» пополнили сразу 4 американских легионера: Малик Трент был самым результативным игроком Суперлиги в сезоне 2018/2019 в составе «Запорожья». Ранее хорошо проявил себя в Суперлиге, и тоже в «Запорожья», Рэнди Калпеппер. Центровой Майкл Майерс завоёвывал звание чемпиона Бельгии и Чехии, со студенческого баскетбола пришёл Джейлон Миллер. Высококвалифицированными были и украинские новички «Прометея». Денис Лукашов — член национальной сборной Украины, а Александр Антипов и Илья Сидоров в составе «Химика» становились чемпионами Украины. Кроме того, Илья Сидоров в составе студенческой сборной Украины стал серебряным призёром Универсиады.
На предсезонной встрече с командой руководство клуба нацелило её на попадание в четвёрку сильнейших по итогам сезона и дальнейшее участие в еврокубках в сезоне 2020/2021. Свой дебютный матч в Суперлиге «Прометей» провёл 28 сентября 2019 года в своём спорткомплексе с БК «Запорожье» и победил в напряжённой борьбе 98:89. С первых игр чемпионата «Прометей» продемонстрировал свои амбиции и после 6 побед подряд вошел в число лидеров первенства.
Однако удержать взятый высокий темп «Прометею» не удалось. Например, в 6 поединках в декабре команда 4 раза терпела неудачи. Это заставило тренерский штаб «Прометея» провести кадровые изменения в составе команды. Были прерваны соглашения с Рэнди Калпеппер и Маликом Трентом. На их места пришли другие легионеры, которые хорошо зарекомендовали себя в сезоне 2018/2019, — Деон Эдвин и Морис Крик. Ещё ранее состав команды пополнил экс-игрок сборной Украины Руслан Отверченко.
Новый 2020 год «Прометей» начал с домашних побед над «Запорожьем» и «Николаевом». Однако обрести стабильность команде не удалось. Яркие победы, как, например, в гостях над лидером «Днепром», чередовались с досадными поражениями. Одна из таких неудач в начале марта, когда на последних секундах был проигран матч в Николаеве, привела к отставке Карлиса Муйжниекса. Исполняющим обязанности главного тренера стал Кирилл Большаков, свои должности в тренерском штабе сохранили Дмитрий Марков и Сергей Алфёров.
Ни одного матча под руководством Кирилла Большакова «Прометей» не сумел провести: ровно через неделю после неудачи в Николаеве, 12 марта, Федерация баскетбола Украины приняла решение досрочно завершить чемпионат из-за пандемии коронавируса. Итоговые места по командам были закреплены согласно турнирного положения на тот момент. Чемпионом страны был объявлен «Днепр», серебряные медали выиграл «Киев-Баскет», а бронзовые — «Прометей», который на момент завершения чемпионата выиграл ровно две трети проведённых матчей - 16 из 24-х.
Свой вклад в завоевание первого комплекта наград в истории «Прометея» внесли такие баскетболисты: Денис Лукашов, Майкл Майерс, Джейлон Миллер, Рэнди Калпеппер, Малик Трент, Руслан Отверченко, Макс Конате, Александр Антипов, Илья Сидоров, Деон Эдвин, Морис Крик, Александр Месяц, Виталий Мальчевский и Игорь Кривцов.
В Кубке Украины «Прометей» не сумел попасть в «Финала четырёх». В 1/8 финала команда достаточно легко доказала своё превосходство над представителем Высшей лиги БК «Новомосковск». В 1/4 финала жребий определил в соперники «Прометея» БК «Одесса». Как и в сезоне 2018/2019, оба кубковых поединка с одесситами прошли в ожесточённой борьбе, и снова удача улыбнулась одесскому клубу. В первом поединке на своей площадке «Прометей» уступил 6 очков, а в Одессе в основное время сумели отыграть этот дефицит. В овертайме путевку в финал завоевала «Одесса», итоговая поражение которой в 6 очков оказалась для неё приемлемой.
По окончании сезона 2019/2020 ФБУ определила обладателей призов лучших игроков в различных амплуа. Лучшим защитником Суперлиги стал капитан «Прометея» Денис Лукашов, а центровым — Майкл Майерс. Кроме того, Денис Лукашов вошел в историю «Прометея» как первый игрок клуба, который защищал честь национальной сборной Украины в официальных матчах. Это произошло в отборочных матчах к Евробаскету-2022 против сборных Австрии и Венгрии.
Значительным событием в клубной истории стало участие в начале февраля сразу 4 игроков «Прометея» Дениса Лукашова, Макса Конате, Майкла Майерса и Ильи Сидорова в «Матче звёзд Суперлиги-2020». Первые трое сыграли непосредственно в гала-матче, при этом Карлис Муйжниекс был одним из наставников сборной легионеров, а Илья Сидоров принял участие в конкурсе мастерства. Кроме того, Денис Лукашов соревновался в конкурсе снайперов и занял в нём 3 место, а Конате и Майерс - в конкурсе данков.

### Сезон 2020/2021
Основными событиями летнего межсезонья стали подписание контракта с новым главным тренером, которым стал Виталий Черний и создание женской баскетбольной команды «Прометей». Её возглавила один из самых авторитетных специалистов Украины в женском баскетболе Виктория Большакова, под руководством которой в разные годы лучшими женскими командами страны становились днепропетровский «Днепр» и «Елисавет-Баскет».

### Переезд из Каменского в Слобожанское
17 июня 2021 года, Директор Дворца спорта в Каменское, где базировались баскетбольная и волейбольная команды «Прометей», отказался отдавать личные вещи спортсменов и кубок чемпионов Суперлиги Украины, который накануне привезли в Каменское баскетболисты клуба. Руководство Дворца спорта закрылось внутри с вооруженной охраной и юристами. Перед зданием собрались сотрудники и болельщики клуба.
Спустя несколько дней Президент «Прометея» Владимир Дубинский объявил о переезде команды в Слобожанское, заявив, что после выборов мэра здание спорткомплекса будет приватизировано, а со стороны нового руководства комплекса на клуб стало оказываться давление.

### Переезд в Ригу
После вторжения России в Украину в 2022 году «Прометей» снялся с соревнований и распустил все команды клуба, как заявил президент клуба Владимир Дубинский: «Все деньги и ресурсы должны идти на армию. Сначала победа. Потом всё остальное».
Клуб перебазировался в Ригу и был включен в список участников Кубка Европы и Латвийско-эстонской баскетбольной лиги. В сезонах 2022/2023 и 2023/2024 «Прометей» занял первое место в ЛЭБЛ.
В сезоне 2024/2025 клуб вновь готовился выступать в Украинской лиге, однако в августе 2024 года полиция Украины провела обыски в офисах Александра Дубинского в связи с подозрением в отмывании денег. Александр обвинения полностью отрицал, но, по его словам, от поддержки клуба отказались многие партнёры. В связи с этим «Прометей» пришлось закрыть.

## Достижения
Латвийско-эстонская баскетбольная лига
- Чемпион (2): 2022/2023, 2023/2024

Чемпионат Украины
- Чемпион: 2020/2021
- Бронзовый призёр: 2019/2020

Кубок Украины
- Финалист: 2023/24

Высшая лига
- Чемпион: 2018/2019

Суперкубок Украины
- Обладатель: 2021

Кубок Европы
- Полуфиналист: 2023/2024

## Главные тренеры
- 2018—2019 —  Дмитрий Марков
- 2019—2020 —  Карлис Муйжниекс
- 2020—2021 —  Виталий Черний[6]
- 2021—2024 — / Ронен Гинзбург[7]